# جوزيف إبراهام
جوزيف إبراهام (بالإنجليزية: Joseph Abraham) هو منافس ألعاب قوى هندي، ولد في 11 سبتمبر 1981 في منطقة كوتايام في الهند.

## وصلات خارجية
- جوزيف إبراهام على موقع الاتحاد الدولي لألعاب القوى (الإنجليزية)